# Степное (Кировский район)
Степно́е  (до 1948 года Сетки́н; укр. Степне, крымскотат.  Setkin, Сеткин) — исчезнувшее село в Кировском районе Республики Крым, располагавшееся на севере района, включено в состав села Токарево. Сейчас — район животноводческих комплексов на северной окраине села.

## История
Первое документальное упоминание села встречается в Камеральном Описании Крыма… 1784 года, судя по которому, в последний период Крымского ханства Сатгын входил в Старо-Крымский кадылык Кефинского каймаканства.
После присоединения Крыма к России (8) 19 апреля 1783 года, (8) 19 февраля 1784 года, именным указом Екатерины II сенату, на территории бывшего Крымского Ханства была образована Таврическая область и деревня была приписана к Левкопольскому, а после ликвидации в 1787 году Левкопольского — к Феодосийскому уезду Таврической области. После Павловских реформ, с 1796 по 1802 год, входила в Акмечетский уезд Новороссийской губернии. По новому административному делению, после создания 8 (20) октября 1802 года Таврической губернии, Сеткин был включён в состав Парпачской волости Феодосийского уезда.
По Ведомости о числе селений, названиях оных, в них дворов… состоящих в Феодосийском уезде от 14 октября 1805 года, в деревне Саткин числилось 4 двора и 29 жителей. На военно-топографической карте генерал-майора Мухина 1817 года деревня Сагдин (или Сагтик) также обозначена с 4 дворами. После реформы волостного деления 1829 года Саткин, согласно «Ведомости о казённых волостях Таврической губернии 1829 года», отнесли к Агерманской волости (переименованной из Парпачской). Затем, видимо, вследствие эмиграции крымских татар в Турцию, деревня окончательно опустела и в доступных источниках середины XIX века не встречается.
Вновь упоминается в составе Владиславской волости в «Памятной книге Таврической губернии 1889 года», по результатам Х ревизии 1887 года, согласно которой в деревне Сеткин числилось 4 двора и 18 жителей. По «…Памятной книжке Таврической губернии на 1892 год» в деревне Саткин, входившей в Унгутское сельское общество, жителей и домохозяйств не числилось. На верстовой карте Крыма 1896 года в селении Садкин обозначено 7 дворов с русским населением. По «…Памятной книжке Таврической губернии на 1902 год» в деревне Сеткин, находившейся в частном владении, числился 31 житель, домохозяйств не имеющий. По Статистическому справочнику Таврической губернии. Ч.II-я. Статистический очерк, выпуск пятый Феодосийский уезд, 1915 год, в деревне Сеткин Владиславской волости Феодосийского уезда числилось 4 двора (все дворы с землёй) с русским населением в количестве 42 человек «посторонних» жителей, из которых 22 мужчины и 20 женщин. Жители владели 616 десятинами удобной земли. В хозяйствах имелось 45 лошадей, 32 вола, 21 корова и 250 голов овец, свиней, или коз.
После установления в Крыму Советской власти, по постановлению Крымревкома от 8 января 1921 года была упразднена волостная система и село вошло в состав вновь созданного Владиславовского района Феодосийского уезда, а в 1922 году уезды получили название округов. 11 октября 1923 года, согласно постановлению ВЦИК, в административное деление Крымской АССР были внесены изменения, в результате которых округа ликвидировались и Владиславовский район стал самостоятельной административной единицей. Декретом ВЦИК от 4 сентября 1924 года «Об упразднении некоторых районов Автономной Крымской С. С. Р.» в октябре 1924 года район был преобразован в Феодосийский и село включили в его состав. В Списке населённых пунктов Крымской АССР по Всесоюзной переписи 17 декабря 1926 года селение не записано, но на карте 1926 года хутор Сеткин обозначен. Постановлением ВЦИК «О реорганизации сети районов Крымской АССР» от 30 октября 1930 года из Феодосийского района был выделен (воссоздан) Старо-Крымский район (по другим сведениям 15 сентября 1931 года) и село включили в его состав, а, с образованием в 1935 году Кировского — в состав нового района.
После освобождени Крыма от фашистов в апреле 1944 года, 12 августа того же года было принято постановление № ГОКО-6372с «О переселении колхозников в районы Крыма» и в сентябре того же года в район приехали первые переселенцы, 428 семей, из Тамбовской области, а в начале 1950-х годов последовала вторая волна переселенцев. С 1954 года местами наиболее массового набора населения стали различные области Украины. С 25 июня 1946 года Сеткин в составе Крымской области РСФСР. Указом Президиума Верховного Совета РСФСР от 18 мая 1948 года, Сеткин (вариант Садкин) переименовали в Степное. К 1960 году, поскольку в «Справочнике административно-территориального деления Крымской области на 15 июня 1960 года» селение уже не значилось, Степное присоединили к Токарево (согласно справочнику «Крымская область. Административно-территориальное деление на 1 января 1968 года» — в период с 1954 по 1968 годы).

### Динамика численности населения
| - 1805 год — 29 чел. - 1889 год — 18 чел. - 1892 год — 0 чел. | - 1902 год — 31 чел. - 1915 год — 0/42 чел. |